# Vladimír Vačkář
Vladimír Vačkář (nascido em 6 de fevereiro de 1949) é um ex-ciclista olímpico tchecoslovaco. Representou sua nação nos Jogos Olímpicos de Verão de 1972, na prova de velocidade.